# Varbergs fästning
Varbergs fästning, historiskt även Varbergs slott, är ett en befäst borg i Varberg, Halland, beläget på en klippa vid Kattegatt.
På Vardberget, som givit namn åt fästningen och staden Varberg, lät Jacob Nielsen, greve av norra Halland, uppföra en borg som skydd sedan han år 1287 dömts fredlös. Borgen byggdes ut under 1300-talet, då den omväxlande var i danska, norska och svenska händer. Tidvis utgjorde Halland i praktiken ett eget rike. Bland annat vistades kung Magnus Eriksson tidvis på Varbergs slott. Under grevefejden belägrades och intogs borgen 1536. Svenskarna erövrade Varberg slott 1565 under nordiska sjuårskriget, men det belägrades och återtogs av danskarna 1569.
Kung Kristian IV lät åren 1588–1618 bygga ut den medeltida borgen till ett modernt fästningsverk med vallar och kasematter. Arbetet leddes av holländaren Hans van Steenwinckel den äldre. Därefter har fästningen aldrig varit involverad i någon militär konflikt. Genom freden i Brömsebro 1645 blev Halland och Varberg med fästningen svenskt. Med tiden förlorade fästningen sin militära betydelse och den avfördes slutligen 1830 från rikets försvar. Under 1800-talet fungerade Varbergs fästning främst som fängelse och ett modernt cellfängelse (kronohäkte) byggdes innanför dess murar 1856. Den sista fången lämnade fästningen 1931.
Numera är Varbergs fästning ett av Hallands viktigaste turistmål. Sedan 1916 har Hallands kulturhistoriska museum, med bland annat Bockstensmannen, sina lokaler där. Fästningen ägs av staten och förvaltas av Statens fastighetsverk. Den skyddas som statligt byggnadsminne sedan 1935.

## Historia

### Medeltiden

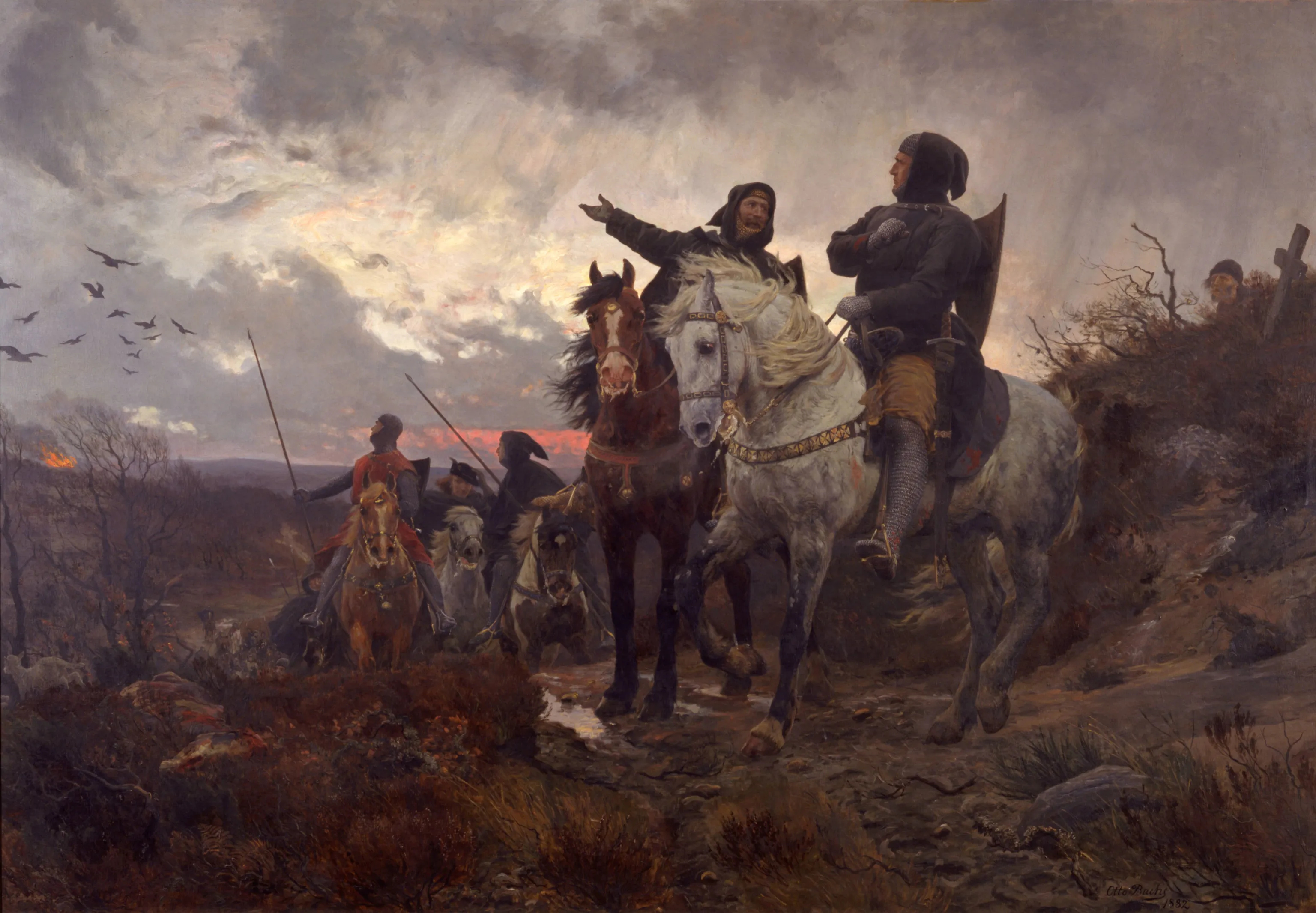
De sammansvurna rider från Finderup efter mordet på Erik Klipping Cecilianatten 1286, historiemålning av Otto Bache 1882. Det Nationalhistoriske Museum på Frederiksborgs slott.

Varberg fästning byggdes 1287-1300 av den danske greven Jacob Nielsen. Han lät bygga den som skydd, då hans ställning blivit osäker efter att han anklagats för att ligga bakom mordet på Erik Klipping i Finderup på Jylland 1286. Han kom även att knyta kontakter med den norske kungen Erik Prästhatare och hans efterföljare Håkon Magnusson. I praktiken innebar det att Halland norr om Ätran blev ett självständigt rike under Jacob, som regerade med norskt beskydd. Med norsk hjälp lät Jacob anlägga Varbergs slott, som således redan från början spelade en stor roll i nordisk historia som huvudfäste för en utbrytarstat.
1305 överlämnade Jacob borgen och norra Halland till Norge. Kung Håkons dotter Ingeborg och hennes man hertig Erik Magnusson kom därefter att få södra Bohuslän och norra Halland som förläning av Håkon. De förlänade områdena bildade tillsammans med västra Sverige, som Erik erövrat av sin bror, kung Birger Magnusson, ett mer eller mindre självständigt rike fram till Eriks död. Deras son Magnus Eriksson kom sedan att tillbringa en betydande del av sin regeringstid på fästningen.
En del utbyggnader av borgen skedde i början av 1300-talet. Bland slottets befälhavare efter Valdemar Atterdags erövring 1366 kan nämnas Bosse Paris 1376-1377, och senare var Conrad (Cort) Moltke hövitsman 1369-70. Han satt då i danska riksrådet och förutom Varberg, var han också hövitsman på Vordingborg slott på Sjælland och på Stegeborg slott i Östergötland och spelade en framträdande roll i förhandlingarna som ägde rum i Stralsund mellan kung Valdemar och hansestäderna och senare i oenigheterna omkring tronföljden efter Valdemar Atterdags död. År 1389 var drottning Margaretas fogde på Varberg Jep (Jakob) Muus, som kallar sig "advocatus Wardbergh", då riddare, men som hansestäderna klagade bedrev sjöröveri i stor skala. Hans efterträdare som hövitsman samma år blev Abraham Brodersen Baad (af Halland) till Skedala. Skicklig på militärområdet och kapitalstark - genom sitt äktenskap hade han förvärvat stora gods och styrde hela det sydvästra Småland, hade han redan under 1370-talet affärsförhållanden med kronan och drottning Margrethe, och tack vare sin likviditet kunde han låna drottningen betydande summor pengar och erhålla det ena län efter det andra. Det var från Varberg slott som drottning Margareta dirigerade 1388 sina danska, svenska och norska styrkor för att utmana Albrekt av Mecklenburg, vilket resulterade i den avgörande segern vid Åsle i februari 1389. Albrecht inte bara förlorade slaget, men alla hopp om att vinna den svenska kronan. Även om det inte är känt om Abraham Brodersson deltog i slaget vid  Åsle, blev han strax därefter slagen till riddare. Som riksråd, var han ofta skickad på uppdrag och bortsett från sina resor för att besöka hans omfattande gods och gårdar, verkar Varberg slott ha varit där han hörde hemma. Brevväxlingar finns från Varberg slott, 1392, 1396, och han nämns som länsherre där 1407, men skall ha förlorat det när han blev halshuggen år 1410 för att ha begått våldtäkt. Strax efter hans död var drottning Margrethe på Varberg slott, där hon gjorde en inventering: i slottets skattkammare var bland annat 2 stora silverpokaler, 24 silvermuggar och lika många silverskålar, och i kistor fanns inte mindre än 2400 engelska dubbel dukater och 400 mark i Stralsund och Greifswald mynt.
Axel Pedersen (Tott), hövitsman på Helsingborg slott 1414, tog över Varberg slott 1415, där han återigen nämnts som hövitsman 1419, såväl som länsman för Falkenberg, Skanör och Falsterbo. Förseglade alliancen med hansestäderna 1423, men ledde sen en flotta mot dem 1428. Under Engelbrektsupproret 1434 överlämnade han Varberg mot halva inkomsten. Var möjligen den sista danska riksråd som sade då upp unionskung Erik av Pommern sin tro och lydnad, även efter att hans söner hade gjort det och endast under hot om en belägring av Varberg, men fick livsbrev på Varberg av nya kungen Kristoffer. Faktiskt fick han slottet på livstid och kunde behålla länet sex år efter hans död för en av sönerna. Ingick med sina nio söner ett avtal om Varberg, och hans son, Åke Axelsson till Hjuleberg, hövitsman på Örebro slott 1432, på Falkenbjerg 1434 - där han belägrades af Engelbrechts styrkor - fick ”livsbrev" på Varberg slott 1441. Fadern hade också fått de två härad som låg till Falkenbergs slott för Åkes livstid och slutligen Gärds härad och staden Vä i Skåne. Åke åkte till Sverige med sina bröder 1453, missnöjda med kung Christian I, och förlorade därför sina län Varberg, Falkenbjerg och Halmstad, men förenades snart med kungen och fick dem tillbaka. Var återigen 1469 på kant med kungen, som berövade honom länet och förstörde Hjulebjerg. Fick vid mötet i Kalmar 1472 hans pantlän Halmstad härad och Falkenbjerg tillbaka och kort efter blev också dömd Varberg, vilket bekräftades vid ett nytt möte i Kalmar 1474. Hans son, Erik Åkeson (Tott), deltog 1477 i överenskommelsen med kungen, skulle s.å. har tagit över Varberg län, men fick det inlöst.

### 1500-talet

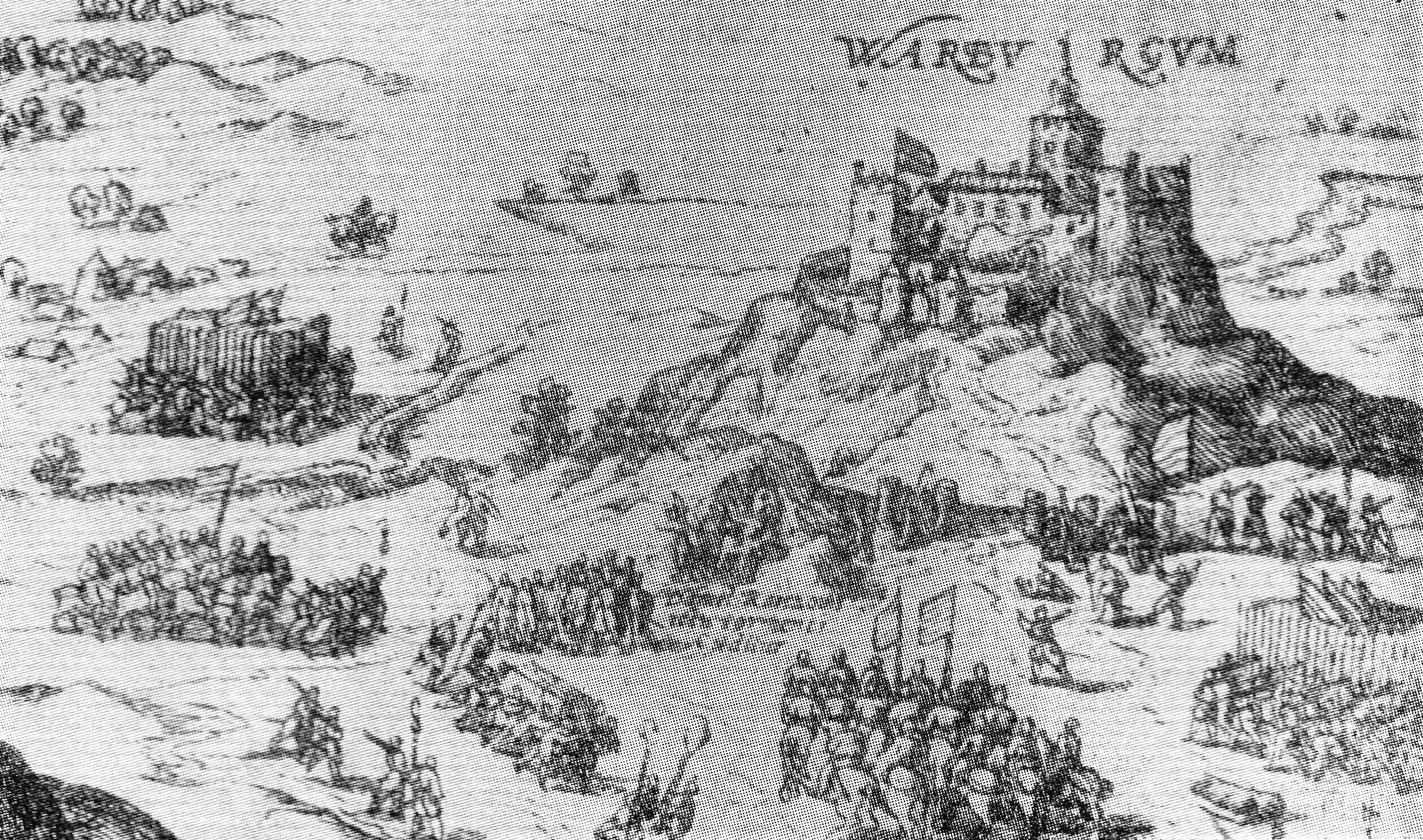
Danskarna återtar Varbergs slott 1569.

År 1535, under grevefejden i Danmark, blev tysken Marcus Meyer fånge hos borgherren Truid Ulfstand på Varbergs slott, efter att han tillfångatagits i en batalj vid Helsingborg. Borgerskapet i Varberg var emellertid emot Ulfstands stillestånd med svenskarna. Ulfstand gav Meyer stora friheter under tiden som fånge, vilket gjorde att han kunde konspirera med varbergarna mot Ulfstand. Natten till den 11 eller 12 mars 1535 hjälpte han dem att klättra in i slottet på en repstege genom det avträde som hängde på översta våningen på norra slottslängans västra gavel. Slottets manskap övermannades när Ulfstand gått ut på morgonen, och Marcus Meyer blev ny borgherre. Under 15 månader förde han ett våldsamt regemente på Varbergs slott, innan Ulfstand återvände och började beskjuta slottet med kanoner den 27 maj 1536. Slottet föll snart, och Meyer fördes till Helsingör där han avrättades den 17 juni. Ulfstand blev sedan återigen borgherre, en post han innehade till sin död 1545.
Under nordiska sjuårskriget erövrades det danska Varbergs slott av svenska trupper under Charles de Mornays befäl år 1565, se Varbergs erövring. Svenskarna var i behov av en hamn i väster, sedan danskarna tagit Älvsborgs fästning. I och med erövringen av borgen fick svenskarna även kontroll över Varberg hamn. Fyra år senare, 1569, belägrades fästningen av danskarna under Daniel Rantzaus befäl. Rantzau dödades under beskjutningen, varpå befälet övertogs av kung Fredrik II personligen. Svenskarna kapitulerade efter att befälhavaren Bo Birgersson Grip stupat, se Varbergs kapitulation.

### Kristian IV:s fästningsbygge 1588–1618

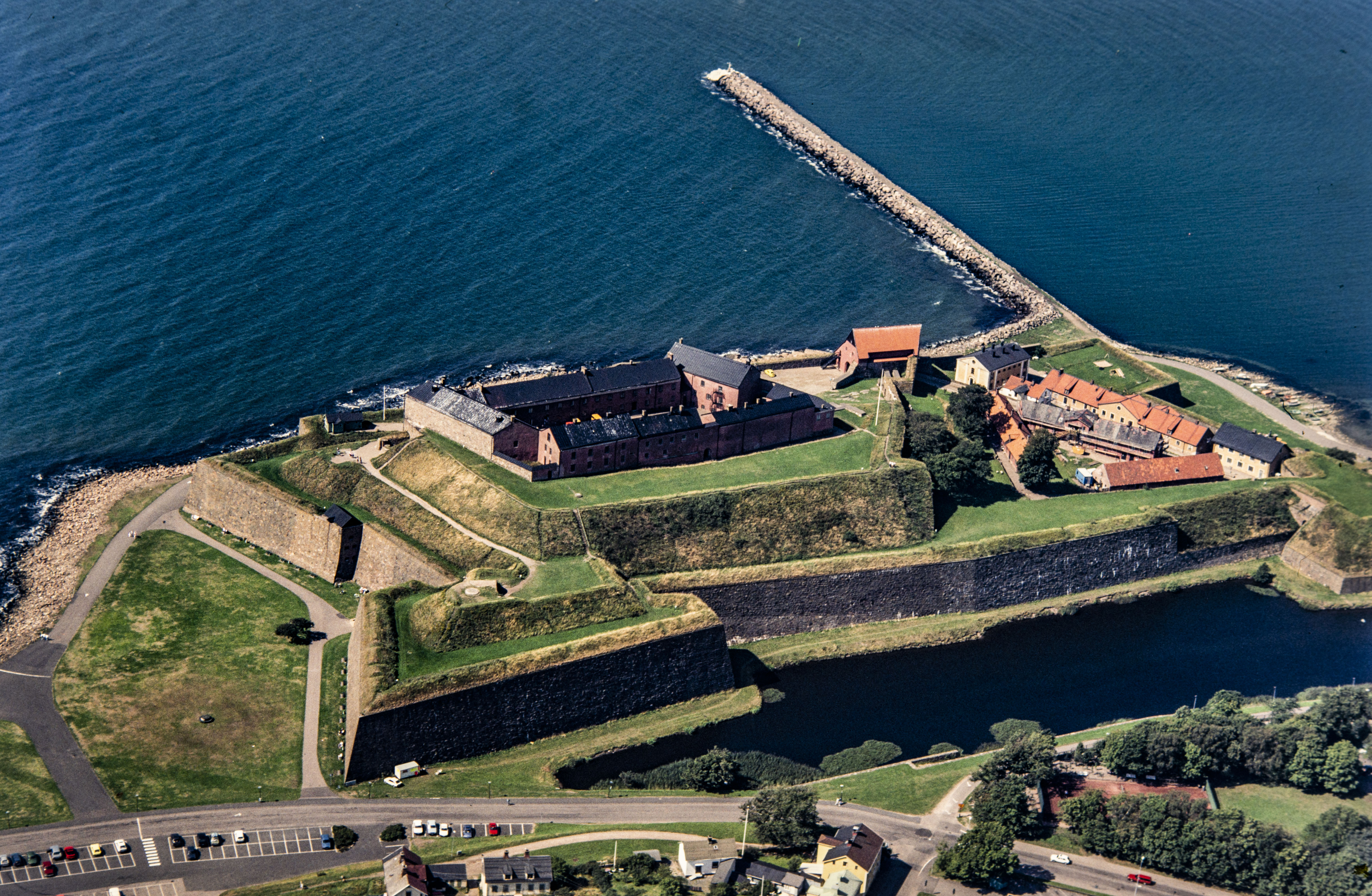
De karakteristiska murarna och bastionerna som omger slottet tillkom under fästningsbygget 1588–1618.

Vid 1500-talets slut och 1600-talets början, under Kristian IV:s regeringstid, skedde den stora utbyggnaden av Varbergs slott till en fästning av stjärnforttyp – ett av norra Europas modernaste befästningsverk – med bastioner och kasematter. Det var byggmästare Hans van Stenwinkel, en flamländare som kom till Danmark på 1570-talet, som ledde arbetet. Under en arbetsdag var omkring 1 000 bönder sysselsatta med fästningsbygget, som inleddes 1588 och pågick i 30 år, under vilka omkring två miljoner dagsverken beräknas ha utförts.
Av det berg greve Jacob byggde sin borg på syns inte mycket idag. Hela borgklippan kläddes in med jord, runt vilket fem bastioner byggdes, en i varje hörn samt ytterligare en mitt på muren mot havet. Bastionerna har olika namn. Medurs är dessa Vita munken i nordost, Grå munken i sydost, Röda munken i sydväst, Dammbationen i väster och Smedjebastionen i nordväst. Särskilt starka gjordes befästningarna i syd och sydöst, eftersom fienden kunde ställa upp kanoner på Rantzauklippan, vilket också skedde 1565 under nordiska sjuårskriget.
I bastionerna fanns kasematter – kanonrum – från vilka man kunde skjuta utmed fästningens murar och därmed tillintetgöra en fiende som försökte storma fästningen. Kasematterna byggdes i tegel. De är försedda med ett sinnrikt system av runda öppningar i murarna, nära taket, avsedda att leda bort dels den giftiga krutröken, dels den tryckvåg som bildades då kanonerna avfyrades.
Utöver själva befästningsverken uppfördes även diverse andra byggnader på fästningsområdet, norr om den gamla borgen som förblev fästningens kärna. Mest framträdande är kanske det Mellersta valvet, uppfört 1612, mot vilket en backe leder. Nedanför backen ligger den byggnad som kallas Karl XI:s stall. Det uppfördes på 1610-talet och fungerade ursprungligen som stall, därav namnet, men blev sedan tyghus.
Bland byggnaderna på fästningen bör också nämnas Kockenburg i bastionen Grå munken, en tunnel som leder i en spiral runt ett djupt schakt, kallat "lyktan". Genom öppningar i muren lyses Kockenburg upp av det ljus som kommer ner i lyktan. Tunneln fungerade som transportgång för kanoner, som drogs av hästar varför gången som lutar brant neråt saknar trappsteg. Rundetårn i Köpenhamn är utformat på samma sätt.
Fästningsbygget avslutades 1618. Efter utbyggnaden har fästningen har aldrig blivit intagen eller erövrad, ej heller indragen i någon militär konflikt. Genom freden i Brömsebro 1645 övergick fästningen i svensk ägo.

### Fästningen efter 1830: Fängelsetiden

Varbergs fästning av Richard Bergh, 1890-tal. Nationalmuseum.

I början av 1800-talet hade Varbergs fästning helt spelat ut sin militära roll. Genom kungligt brev den 24 juni 1830 lades den slutligen ner som försvarsverk. Det fanns planer på att spränga hela fästningen, men Varbergs borgerskap motsatte sig detta av rädsla för att deras hus skulle skadas. Fästningen och dess murar var i dåligt skick; vid sin antikvariska resa genom Halland 1838 noterade Carl Georg Brunius att den var en ”ruin”. Staden fick tillåtelse att använda fästningen som stenbrott vid byggande av kajer i Varbergs hamn, vilket ledde till att hela den yttre skalmuren försvann. Det var möjligt att promenera uppför vallarna till fästningens övre delar.
I århundraden fungerade fästningen som fängelse och redan i de medeltida byggnaderna finns fängelsehålor, men det är 1800-talet som utgör den stora "fängelseepoken" på Varbergs fästning. Kasematterna, som inte längre fyllde sin funktion som kanonrum, byggdes om till stora gemensamma fängelsehålor där många interner förvarades. Genom kungligt beslut 1848 inrättades fästningen som straffängelse. I mitten av 1800-talet uppfördes ett modernt kronohäkte som stod klart 1852. Där hade varje fånge en individuell cell. Under Varbergs fästnings tid som fängelse verkställdes ett antal avrättningar på fästningen, den sista 1874.
Straffängelset avvecklades 1881 och fångarna flyttades till bland annat Landskrona och Karlskrona. År 1885 flyttades värvade arméns disciplinkompani till Varbergs fästning från Karlsborg. Disciplinkompaniet upplöstes 1897. Slottets östra länga byggdes om på 1910-talet till logement, som användes av volontärskolan och under första världskriget av landstormen. Kronohäktet eller cellfängelset vid Smedjebastionen fortsatte att användas för rannsakningsfångar samt som transporthäkte och korttidsfängelse. De sista fångarna flyttades till Halmstad den 30 juni 1931.

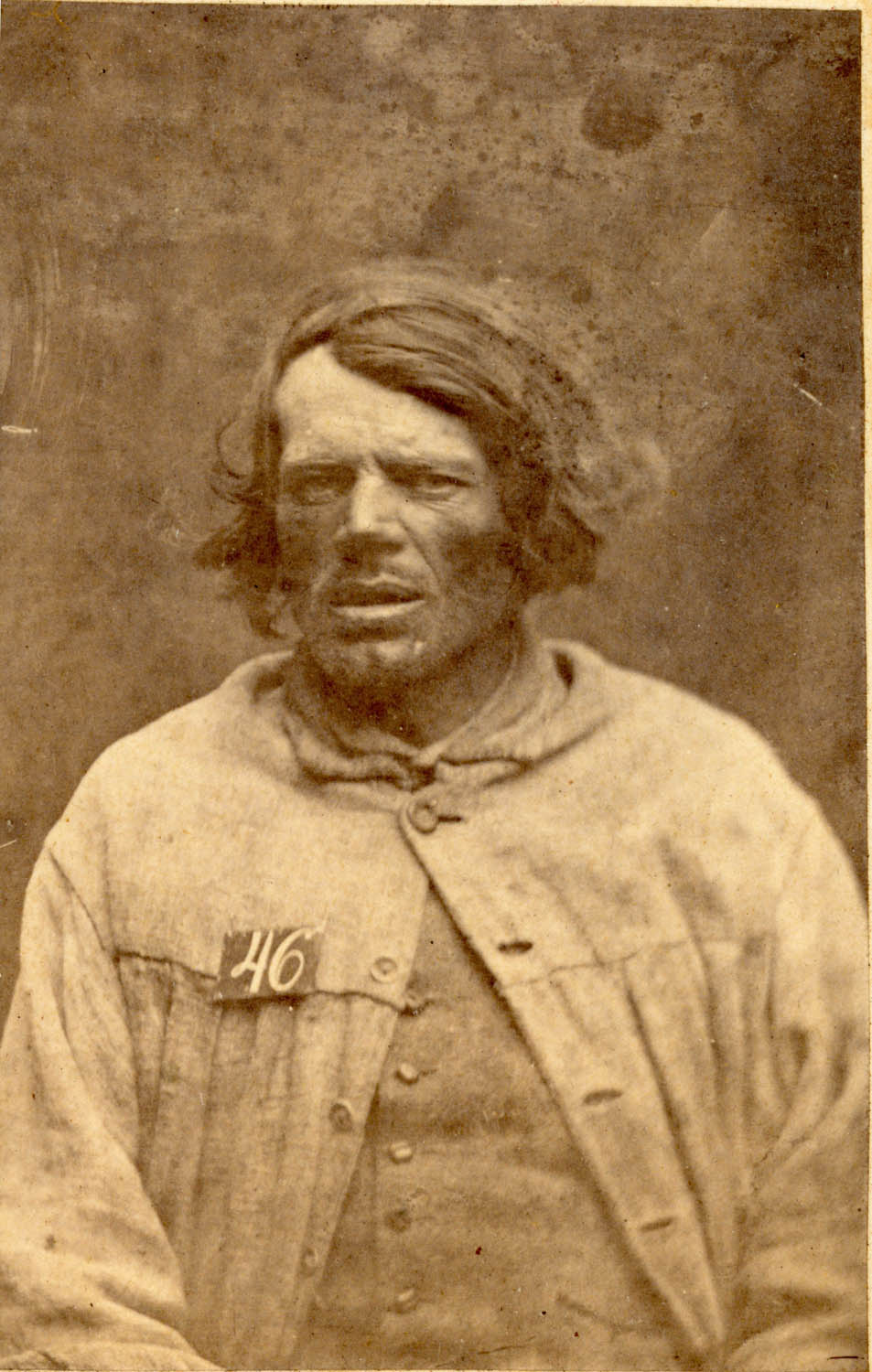
En av internerna på Warbergs fästning 1861, fånge nr 168 C. Pettersson, av de andra internerna kallad "Wargen".
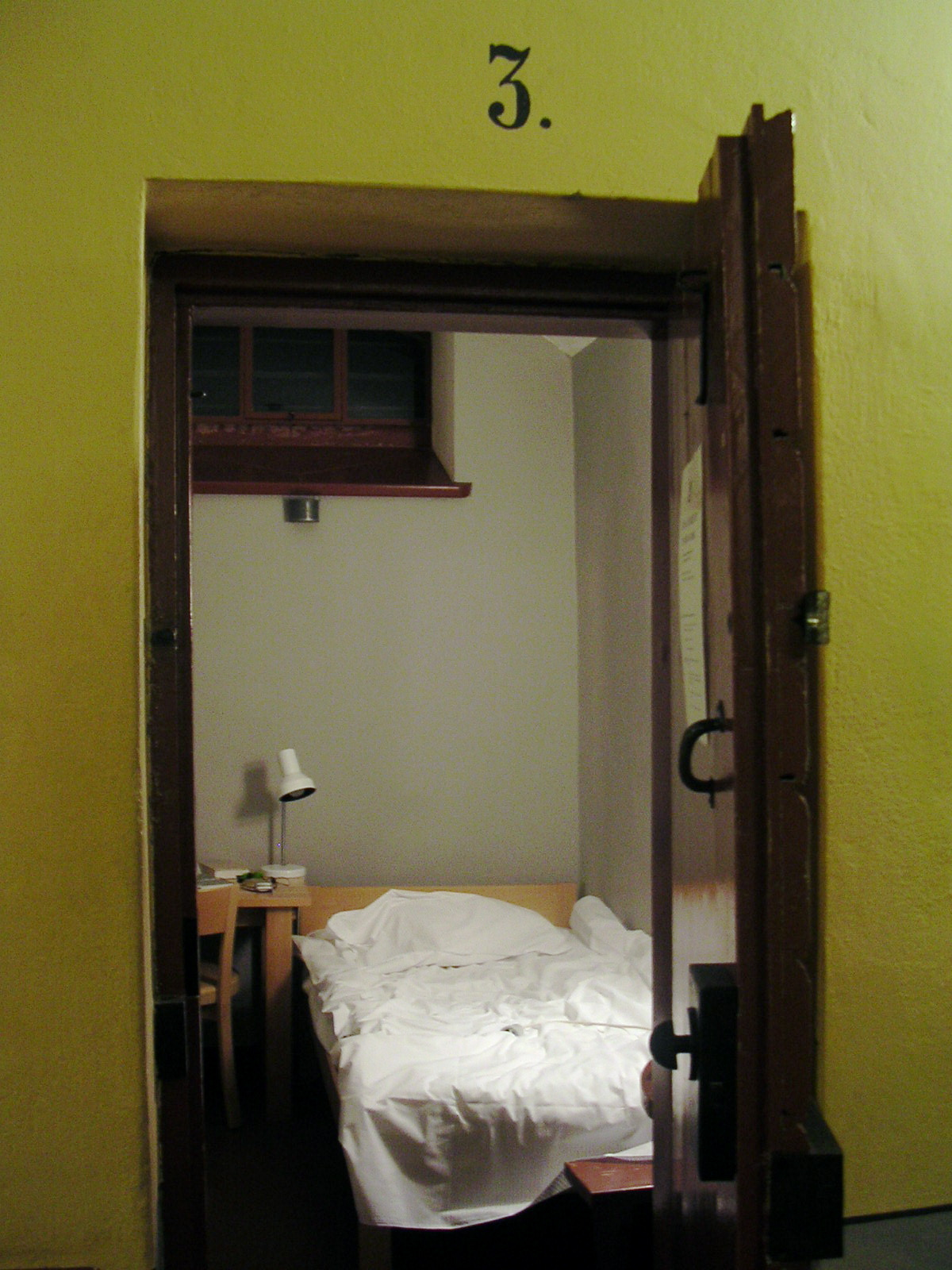
De gamla fängelsecellerna fungerar idag som vandrarhem. Foto från 2005.

### 1900-talet

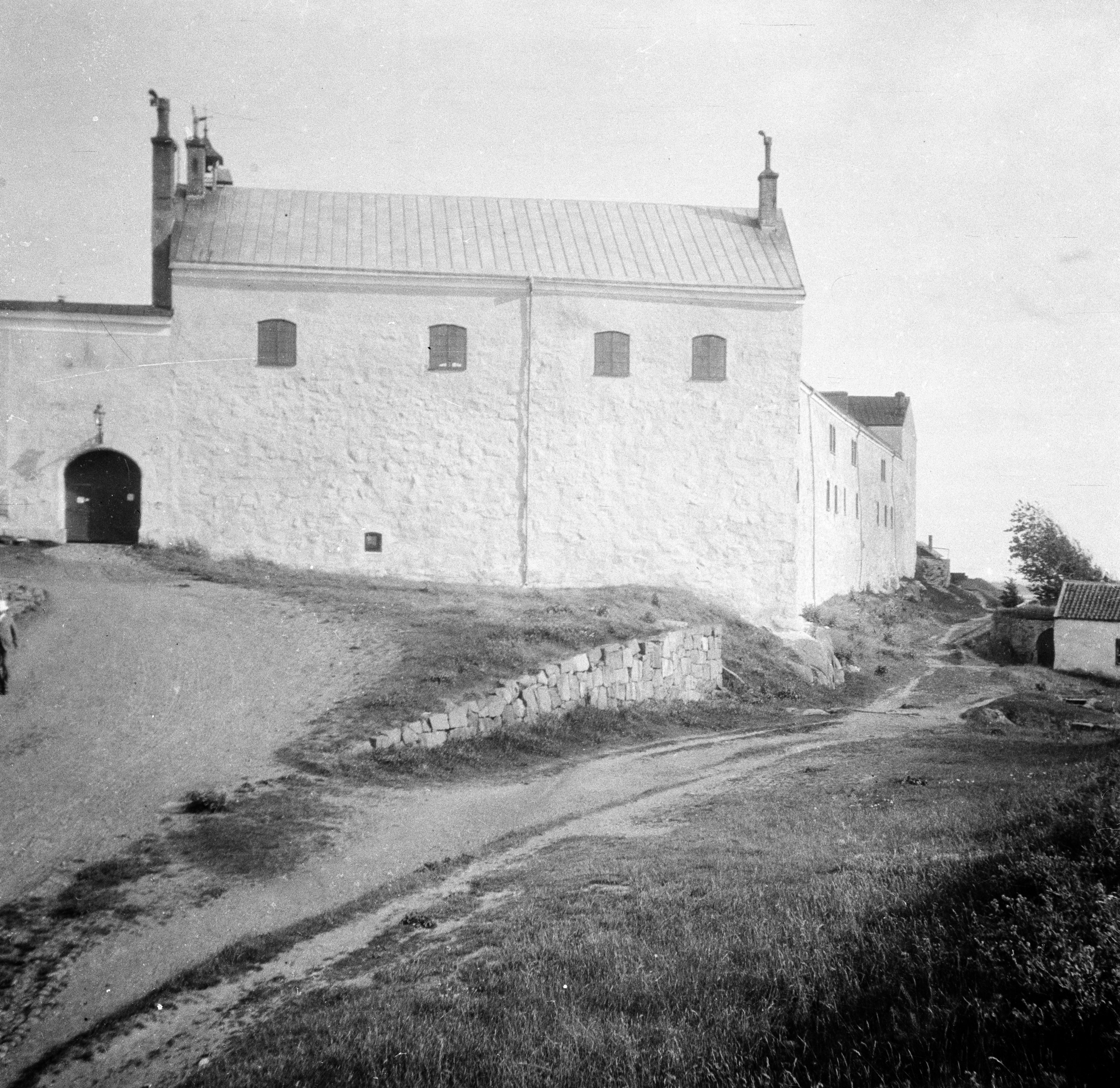
Norra längan före 1923.

Hallands kulturhistoriska museum (ursprungligen Varbergs museum) grundades 1916 och hade ursprungligen sina lokaler i Mellersta valvet, men flyttade 1925 in i slottets norra länga och fick 1928 även tillgång till västra längan. Åren 1921–1924 utfördes omfattande reparationer av Varbergs fästning. Det skedde i form av nödhjälpsarbeten och med anslag från riksdagen. Arbetsstyrkan uppgick till 100–150 man under ledning av byggmästaren Adolf Tell. Fästningens vallar återställdes och yttermurarna fick ny sten. År 1935 förklarades fästningen som statligt byggnadsminne. Från 1958 genomfördes en ny större renovering av byggnaderna runt borggården, på initiativ av museichefen Albert Sandklef.
På förmiddagen den 21 februari 1974 rasade den 16 meter höga fästningsmuren mellan bastionerna Vita och Grå munken, på fästningens östra sida, ner i vallgraven. Utredningen efter raset visade att detta berott på att muren var instabil. Det murbruk som använts vid restaureringen på 1920-talet hade haft för hög inlandning av cement. Efter raset byggdes fästningsmuren upp igen av Skånska cementgjuteriet på uppdrag av Fortifikationsverket.
Trots att Varbergs fästning hade upphört som försvarsverk redan 1830, fortsatte den att förvaltas genom Fortifikationsverket. Under stora delar av 1900-talet hade Krigsmakten hade viss verksamhet på fästningen, främst kurser för lottor och kadetter sommartid i slottets östra länga. Den sista militära verksamheten lämnade fästningen 1983 och slottets östra länga blev då kontor för museets personal. De militära myndigheternas ansvar för fästningens förvaltning har övergått till Statens fastighetsverk. Det gamla cellfängelset omvandlades 1976 till vandrarhem. Senare tillkom restaurangverksamhet i slottets västra länga. Mot havet finns under sommarhalvåret restaurangen Fästningsterrassen. Statens fastighetsverk genomförde 2012–2014 en omfattande renovering av museets lokaler i slottet. Inom fästningens murar finns också några privatbostäder.

## Fästningens byggnader

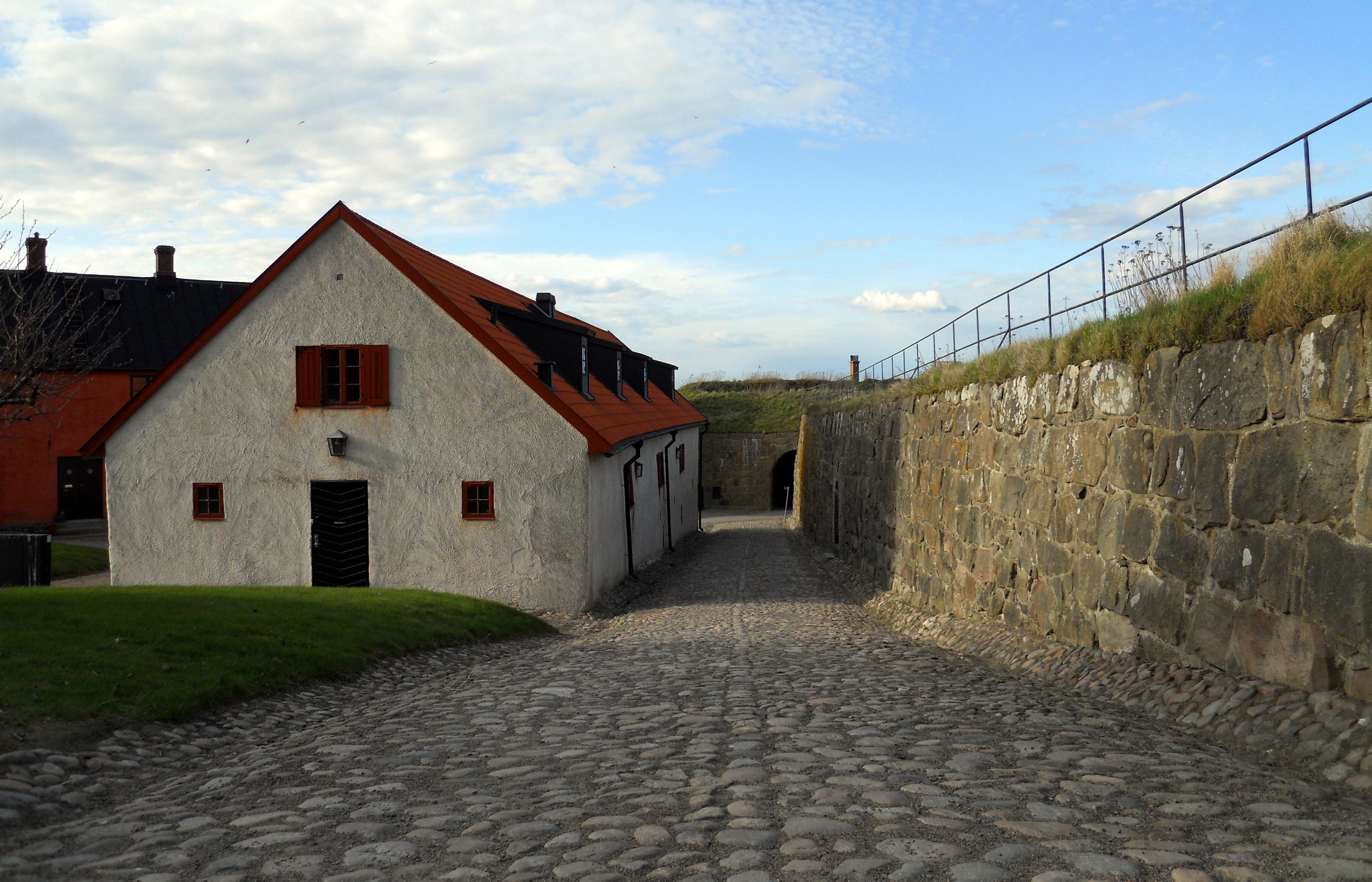
Karl XI:s stall till vänster.

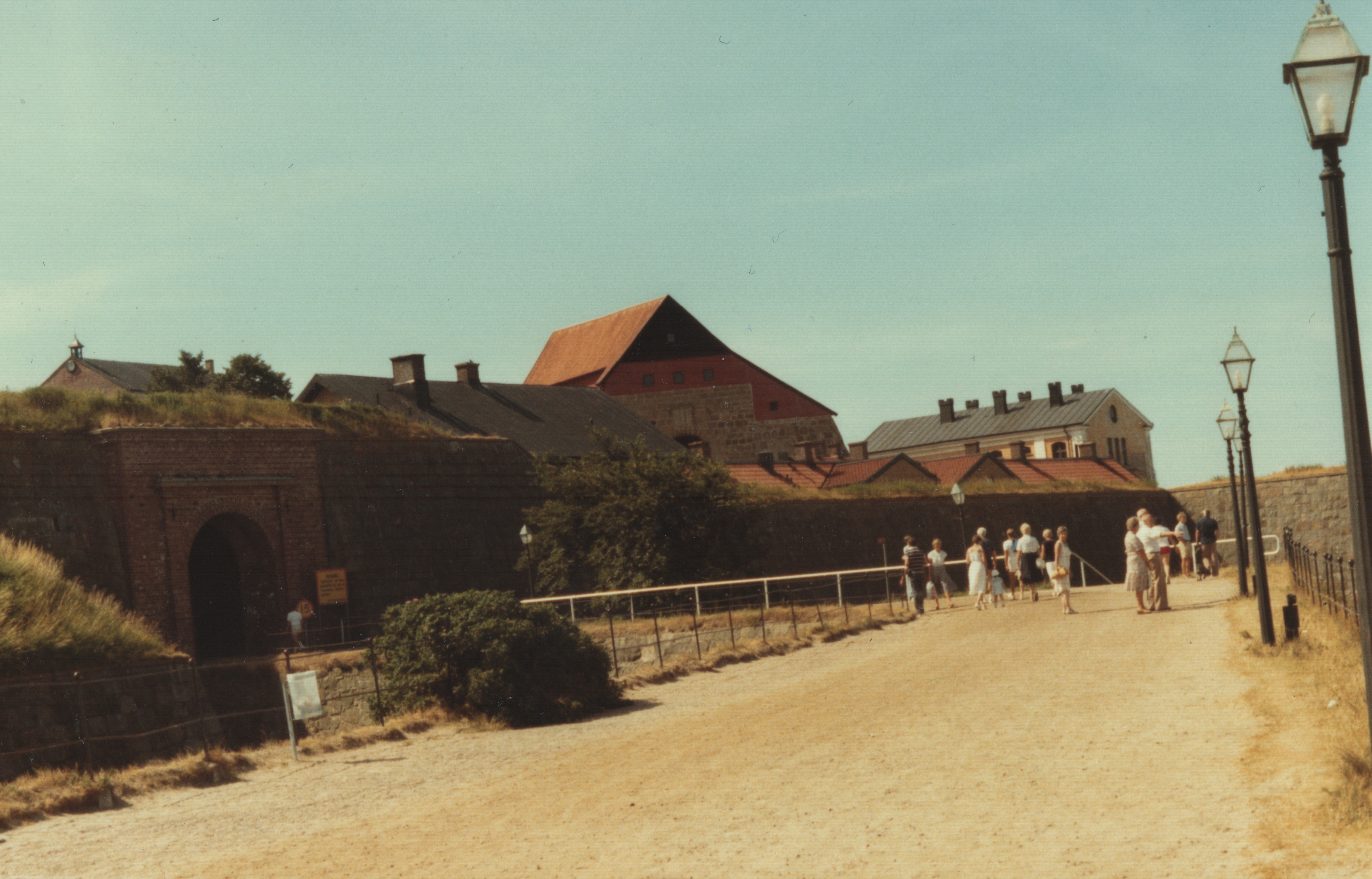
Varbergs fästning, cirka 2017.

Inom fästningens murar ligger ett flertal byggnader.

### Gamla kronobageriet
Gamla kronobageriet uppfördes på 1850-talet. Här bakades bröd till fästningen. Huset byggdes om 1889 för Oscar II:s stiftelse för värkburna underofficerare. Idag finns en restaurang i huset.

### Kasernen (Gamla artilleribaracken)
Kasernen eller Gamla artilleribaracken uppfördes på 1750-talet. Den västra delen av huset fungerade på 1800-talet som kronohäkte. Idag inrymmer huset delar av vandrarhemmet på fästningen.

### Kronohäktet
Kronohäktet i Varberg stod klart 1856. Fästningen fick därmed ett modernt cellfängelse med 24 celler. Häktet lades ned 1931.

### Bevakningsbefälhavarens bostad
Bevakningsbefälhavarens bostad ligger intill Kronohäktet. Huset uppfördes 1852, och fungerade då som tjänstebostad för bevakningsbefälhavaren på fästningen. Idag finns här fästningens vandrarhem, där de boende sover i de före detta fängelsecellerna.

### Karl XI:s stall
Karl XI:s stall bär namn efter kung Karl XI, men är uppfört redan kring år 1610 under den danska perioden. Byggnaden fungerade då som stall, vilket den även gjorde en bit in på den svenska tiden (efter 1645). Därefter fungerade huset som tyghus (vapenförråd). Idag har Länsmuseet Varberg delar av sina utställningslokaler i huset.

### Norra befälsbyggnaden
Norra befälsbyggnaden är uppförd kring år 1750. Ursprungligen var huset en verkstad för artilleriet, men kom sedan att bli befälsbyggnad. Idag inrymmer den privatbostäder.

### Södra befälsbyggnaden
Södra befälsbyggnaden ligger intill Norra befälsbyggnaden. Även den är uppförd i mitten av 1700-talet och fungerar idag som privatbostäder. Historiskt har den varit tjänstebostad och kasern.

## Avbildning på Stockholms centralstation
Vid ombyggnaden av Stockholms centralstation 1927 och tillkomsten av den nya Centralhallen utfördes på den östra sidan av vänthallen åtta väggmålningar med olika landskapsmotiv från Sverige. De är skapade av konstnärerna John Ericsson och Natan Johansson. Varbergs fästning är motivet på den sjunde målningen från norr.